# Plectromacronema
Plectromacronema är ett släkte av nattsländor. Plectromacronema ingår i familjen ryssjenattsländor.
Kladogram enligt Catalogue of Life:
| Plectromacronema | \| \| Plectromacronema comptum \| \| \| \| \| \| Plectromacronema lisae \| \| \| \| \| \| Plectromacronema subfuscum \| \| \| \| |
|                  | \| \| Plectromacronema comptum \| \| \| \| \| \| Plectromacronema lisae \| \| \| \| \| \| Plectromacronema subfuscum \| \| \| \| |
|                  | Plectromacronema comptum |
|                  | |
|                  | Plectromacronema lisae |
|                  | |
|                  | Plectromacronema subfuscum |
|                  | |